# Rivière Pierre (lac Brébeuf)
Pour les articles homonymes, voir Rivière à Pierre.
La rivière Pierre est un affluent du lac Brébeuf, coulant dans la municipalité de Ferland-et-Boilleau et de Rivière-Éternité, dans la municipalité régionale de comté (MRC) du Fjord-du-Saguenay, dans la région administrative du Saguenay-Lac-Saint-Jean, dans la province de Québec, au Canada. La partie inférieure de la vallée de la rivière Pierre est intégrée à la zec du Lac-Brébeuf.
La vallée de la rivière Pierre est desservie par une route forestière qui dessert la rive sud-ouest du lac Brébeuf, pour les besoins la foresterie, de l’agriculture et des activités récréotouristiques. Quelques routes forestières secondaires desservent cette vallée.
La foresterie constitue la principale activité économique du secteur ; les activités récréotouristiques, en second.
La surface de la rivière Pierre est habituellement gelée du début de décembre à la fin mars, toutefois la circulation sécuritaire sur la glace se fait généralement de la mi-décembre à la mi-mars.

## Géographie
Les principaux bassins versants voisins de la rivière Pierre sont :
- côté nord : lac Brébeuf, bras de Ross, ruisseau des Papinachois, lac Otis, rivière Saguenay ;
- Côté est : lac Brébeuf, rivière Saint-Jean, rivière Cami, rivière à la Catin ;
- côté sud : lac des Canots, lac Thérèse, rivière Cami, lac de la Montagne ;
- côté ouest : lac Benouche, bras de Ross, lac Potvin, ruisseau Papinachois, rivière Ha! Ha!, rivière à Mars[3].

La rivière Pierre prend sa source à la confluence de deux ruisseaux de montagne (altitude : 440 m dans une vallée encaissée. Cette source est située à :
- 0,6 km à l’ouest d’un sommet de montagne qui atteint 544 m ;
- 1,1 km au nord-est d’une courbe du cours du bras de Ross ;
- 10,4 km au sud-est de la confluence de la rivière Pierre et du lac Brébeuf.
- 17 km au sud du lac Otis ;
- 19,0 km au sud du centre du village de Lac-Goth ;
- 24,1 km au sud-est de la confluence du ruisseau aux Cailles (drainant le lac Otis) et la rivière Saguenay[3].

À partir de sa source, le cours de la rivière Pierre descend sur 15,2 km selon les segments suivants :
- 2,3 km vers le nord-ouest sur 0,4 km jusqu’à un coude de rivière, puis vers le nord-est en zone de marais en recueillant un ruisseau (venant du sud-est), jusqu’à la décharge (venant du sud-est) du lac du Cimetière ;
- 3,3 km vers le nord-ouest en passant à l’ouest d’une montagne dont le sommet atteint 495 m jusqu’à un ruisseau (venant de l’ouest) ;
- 1,5 km vers l’est dans une vallée encaissée, jusqu’à un ruisseau (venant du sud) ;
- 2,8 km vers le nord-est dans une vallée encaissée, jusqu’à un ruisseau (venant du nord-ouest) dont l’embouchure est en zone de marais ;
- 1,2 km vers l’est, en courbant vers le nord-est, jusqu’à la décharge (venant du nord) d’un lac ;
- 0,8 km vers le sud-est, en traversant le lac ? (longueur : 1,5 km ; altitude : 259 m) jusqu’à son embouchure ;
- 0,7 km vers l’est, jusqu'à la décharge (venant du sud) du lac des Canots ;
- 2,6 km vers l’est en recueillant la décharge (venant du nord) d’un lac, jusqu'à son embouchure[3].

La rivière Pierre se déverse sur la rive sud de l’Anse à Taschereau de la partie est du lac Brébeuf. Cette embouchure est située à :
- 2,1 km à l’ouest de l’embouchure du lac Brébeuf ;
- 3,0 km à l’ouest de la confluence de la rivière Cami et de la rivière Saint-Jean ;
- 7,0 km à l’est du hameau « L'Écluse-à-Hilaire » ;
- 15,5 km au sud-ouest du centre du village de Rivière-Éternité ;
- 29,1 km au sud-ouest de la confluence de la rivière Saint-Jean et de l’anse Saint-Jean (rivière Saguenay) ;
- 4,5 km au sud d’une baie du lac Éternité ;
- 46,5 km au sud-est du centre-ville de Saguenay[3].

À partir de la confluence de la rivière Pierre, le courant :
- traverse le lac Brébeuf sur 2,5 km vers l’est ;
- suit le cours de la rivière Saint-Jean sur 38,8 km généralement vers le nord-est ;
- traverse l'anse Saint-Jean sur 2,9 km vers le nord ;
- suit le cours de la rivière Saguenay sur 42,8 km vers l’est jusqu’à Tadoussac où il conflue avec l’estuaire du Saint-Laurent.

## Toponymie
Le toponyme « rivière Pierre » a été officialisé le 29 juin 1983 par la Commission de toponymie du Québec.